# Francis Dundas
Francis Dundas (født 1759 i Sanson i Berwickshire, død 15. januar 1824 i Dumbarton i Skotland) var en britisk general og fungerende guvernør i Kapkolonien mellem 1798 og 1803.
Han var den anden sønnen til Robert Dundas af Arniston og Jean Grant og nevø af Henry Dundas, 1. markgreve af Melville og krigssekretær. Han blev beordret til Kap i august 1796 efter den første britiske okkupation for at blive generalmajor og styrkernes kommandant i maj 1797. Han fungerede først som guvernør fra 21. november 1798 til 9. december 1799 og igen fra 20. april 1801 til 20. februar 1803 da kolonien blev returneret til Bataviske Republik i henhold til Amiensaftalen som blev signeret den 27. marts 1802. Under hans tid som guvernør fandt Graaff Reinet–oprøret i 1798 og tredje grænsekrig sted. Hans administration blev set på som autokratisk, men retfærdig.
Efter Kap havde han flere vigtige militære stillinger i Storbritannien. Han ledede Kent-afdelingen af hæren som blev samlet på sydkysten af England under David Dundas under dele af invasionsalarmerne i 1804–05.